# فنگرسفورس
فنگرسفورس (به سوئدی: Fengersfors) یک منطقهٔ مسکونی در سوئد است که در بخش آومال واقع شده‌است. فنگرسفورس ۰٫۹۷ کیلومتر مربع مساحت و ۳۴۵ نفر جمعیت دارد.